# دخول المسيح إلى القدس
دخول المسيح إلى القدس على الرغم من أن الإنجيل يذكر عدة زيارات قام بها يسوع إلى المدينة، إلا أن المصطلح يستخدم عمومًا للإشارة إلى دخوله الأخير كملك. ويمثل الحادث المقابل الإنجيلي لأحد الشعانين، والذي يقع في الأحد السابق لأحد القيامة.

## الرواية حسب العهد الجديد

### في ما وراء الأردن

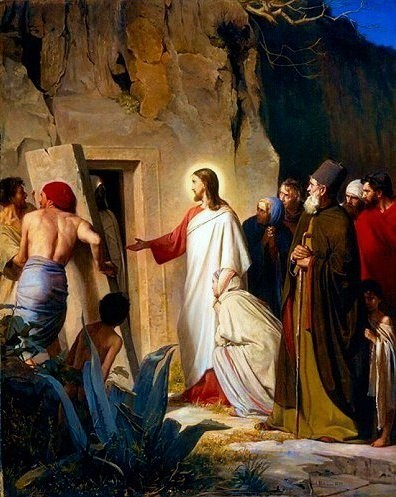
إقامة لعازر بريشة كارل بلوش، القرن التاسع عشر.

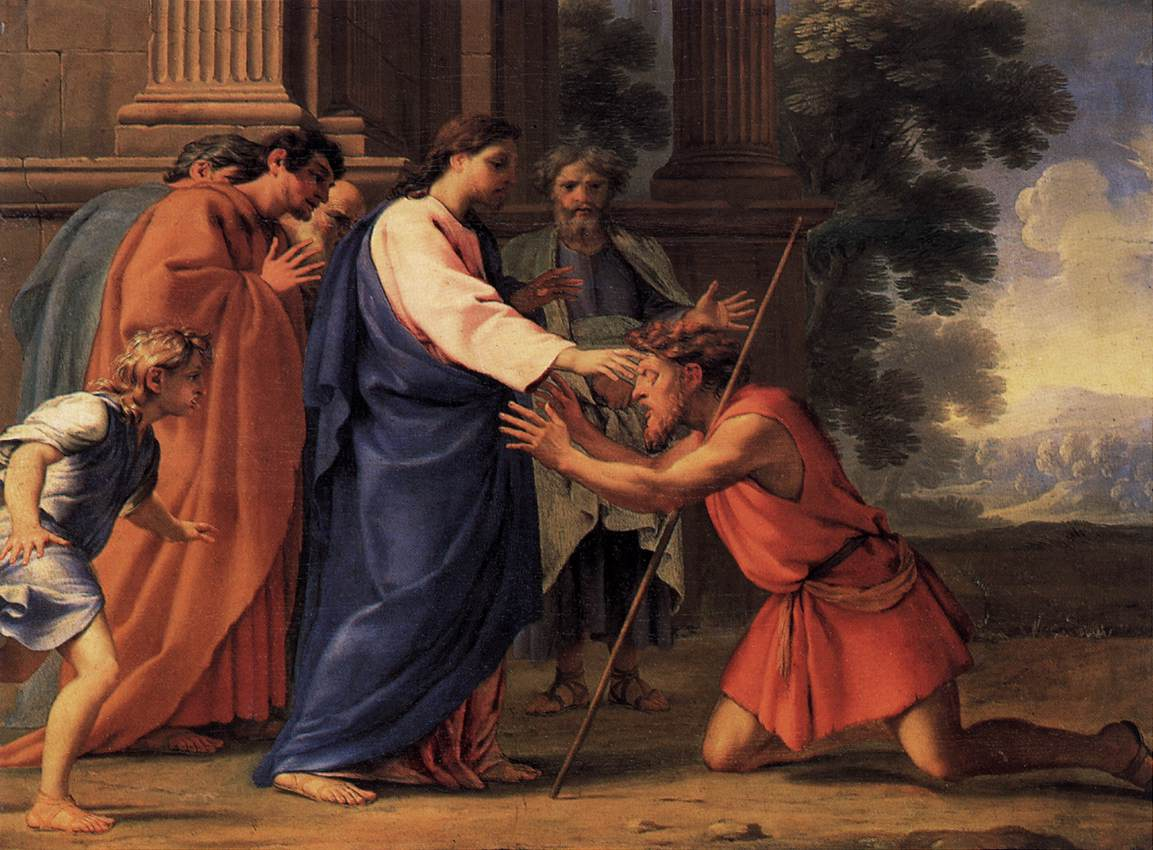
يسوع يشفي أعمى أريحا، بريشة لوسور.

تتفق الأناجيل الأربعة أن يسوع قد ترك الجليل وتوجه نحو نهر الأردن قرب اليهودية. أكثر من أوضح تلك الحقبة هو إنجيل يوحنا، حيث ارتبطت بحدث هام هو معجزة قيام لعازر من الموت، ومن معطيات إنجيل يوحنا يتضح أن لعازر كان صديقًا ليسوع، وقد وصفه بالحبيب.يو 11:11] يعلن إنجيل يوحنا أن يسوع قد عرف بمرض لعازر لكنه أجل زيارته، وذلك لكي يجترح أعجوبة تؤدي إلى تمجيد الله،يو 11:4] وعندما اتجه إلى بيت عنيا قرية لعازر القريبة من القدس، كان لعازر قد مات ودفن منذ أربعة أيام،يو 11:17] ويقول التفسير التطبيقي للعهد الجديد أن يسوع كان بوسعه التوجه إلى بيت عنيا وشفاء لعازر أثناء حياته بدلاً من أن يتركه يموت، لكنه قام بذلك ليظهر سلطانه على الموت بشكل عام، وفي منطقة اليهودية بشكل خاص، حيث أن معجزات إقامة الموتى السابقة المدونة تمت في الجليل.

### في أريحا

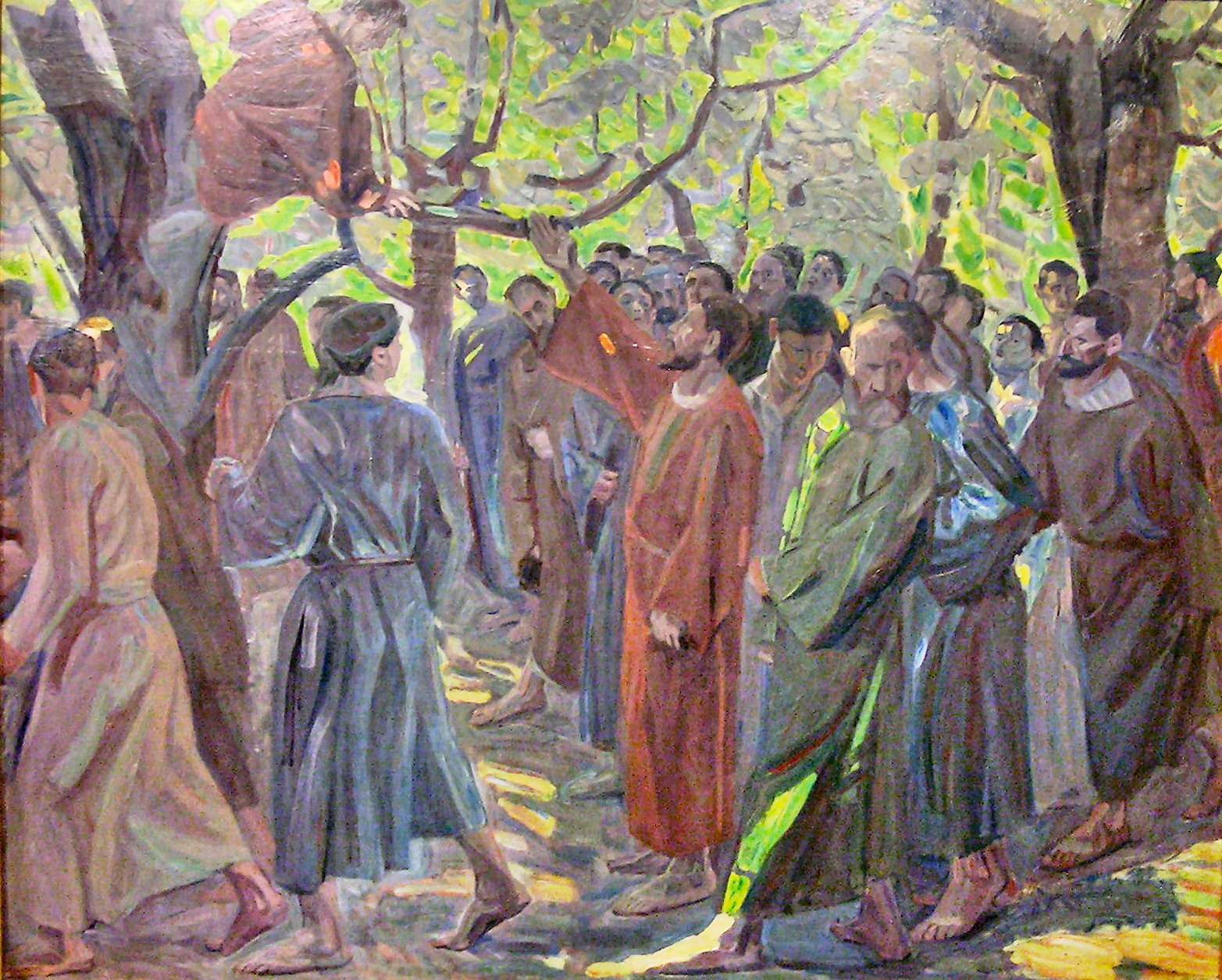
لقاء زكا ويسوع على طريق أريحا. بريشة نيلس لارسن.

قبيل عيد الفصح اليهودي، قرر يسوع التوجه نحو أورشليم، وكان قد نبّه تلاميذه في السابق عما سيلاقيه فيها. ومرّ خلال الطريق بأريحا حيث اجترح أعجوبة شفاء الأعمى الذي نادى يسوع بوصفه «ابن داود»، ما دفع مفسري العهد الجديد لوضع هذه الأعجوبة في إطار رمزي آخر، فبينما رأى الأعمى يسوع مسيحًا، لكون إحدى صفات المسيح «ابن داود»، رفض القادة الديني الدينيين ذلك، من فريسيين وصدوقيين، بل كانوا في الواقع يتآمرون على يسوع. وينفرد إنجيل لوقا بتقديم حادثة ثانية على طريق أورشليم وهي لقاء يسوع مع زكا العشار، وهو بنتيجة عمله لدى الرومان كان منبوذًا من المجتمع اليهودي، بل ويعتبر خائنًا لتعامله مع الأعداء؛ وغالبًا ما كان العشارون أو جباة الضرائب في عصرنا الحالي، يتقاضون مبالغ من المال أعلى من المقررة. وخلال هذا اللقاء أعلن زكا توبته،لو 19:8] فقال المسيح: «إن ابن الإنسان قد جاء ليبحث عن الهالكين ويخلصهم».لو 19:10]

### في بيت عنيا
تتفق الأناجيل أن يسوع أقام قبيل وصوله إلى القدس في بيت عنيا، وذلك قبل الفصح بستة أيام،يو 12:1] حيث زار لعازر وسمعان الأبرص،مر 14:1] وقامت مريم شقيقة لعازر بدهن قدمي يسوع بالناردين أحد أنواع العطور الثمينة الهندية ثم مسحتهما بشعرها. ويعلن يسوع أن ما قامت به المرأة دلالة على موته وفدنة، لكون الدهن بالطيب إحدى تقاليد الدفن اليهودية، ويضيف مفسري الكتاب المقدس أن كتبة الأناجيل أرادوا من خلال النص المقارنة بين موقف مريم وموقف يهوذا الاسخريوطي، فبينما قدمت مريم العطر الثمين ليسوع، قام يهوذا بخيانته وبيعه، خصوصًا أنه في كلا الإنجيلين تأتي حادثة يهوذا بعد هذه الحادثة مباشرة. وينفرد إنجيل متى بذكر أن المرأة قد سكبت العطر على رأس يسوع أيضًا.مت 26:7]

### دخول القدس

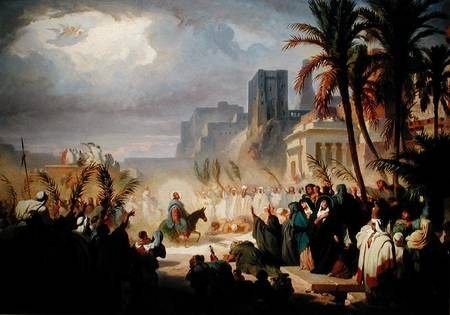
يسوع يدخل القدس راكبًا على حمار تحقيقًا لنبؤة زكريا بن برخيا، ومستقبلاً بسعف النخل. بريشة فليكس لويس.

دخل المسيح إلى القدس راكبًا على حمار تحقيقًا لنبؤة زكريا بن برخيا: «لا تخافي يا ابنة صهيون، فإن ملكك قادمٌ إليك راكبًا على جحشِ ابن أتان».يو 12:14] وكان استعمال الحمير مقتصرًا في المجتمع اليهودي على طبقة الملوك وطبقة الكهنة، ما يشير إلى يسوع هو المسيح، إذ إن المسيح في العقيدة اليهودية هو نبي وكاهن وملك. وقد استقبله سكان المدينة والوافدين إليها للاحتفال بعيد الفصح بسعف النخل،يو 12:13] لتظلله من أشعة الشمس، كما أن سعف النخل علامة الانتصار. وفرشوا ثيابهم على الأرض وأخذوا يهتفون، حسب رواية العهد الجديد: «هوشعنا! مبارك الآتي باسم الرب. هوشعنا في الأعالي!».مر 11:9] وتعني هوشعنا حرفيًا خلصنا، ويشير باحثو الكتاب المقدس إلى معنى مركب من استخدام «هوشعنا»، فهي في مفهوم اليهود تشير إلى الخلاص من الاحتلال الروماني، ووفق المعاني الروحية والعقائد المسيحية تشير إلى الخلاص من الخطيئة، تحقيقًا لرسالة المسيح القائمة في سر الفداء.

### عظة المسيح بعيد دخول القدس
يذكر إنجيل يوحنا 12: 23-50، عظة المسيح بعد أن دخل القدس، وقد وجهها إلى اثنين من اليونانيين سألا فيليبس تلميذه أن يريهما المسيح. تبدأ العظة، بتشبيه المسيح لنفسه بحبة الحنطة: «فإنّ حبة الحنطة، تبقى وحيدة، إن لم تقع في الأرض وتمت، أما إذا ماتت فإنها تنتج حبًا كثيرًا؛ من يتمسك بحياته يخسرها، ومن يخسرها في هذا العالم يوفرها للحياة الأبدية»،يو 25:12] وانتقل في القسم الثاني للإشارة إلى أهمية الإيمان، وإلى محورية سر الفداء، وإذ أشار المسيح صراحة إلى موته، شبّه نفسه بالنور:يو 46:12]
| دخول المسيح إلى القدس | من يؤمن بي، فهو لا يؤمن أنا بل بالذي أرسلني، ...، جئت إلى العالم نورًا، فمن آمن بي لا يبقى في الظلام. | دخول المسيح إلى القدس |

### النشاط والتعاليم في المدينة
اعتاد إنجيل متى أن يجمع أقوال يسوع المتفرقة في خطب طويلة ومدموجة ضمن مناسبة ما، وهو يذكر عدد من الأقوال والأمثال التي وضعها يسوع خلال تواجده في القدس، فهو ضرب مثل الابنين ومثل وليمة الملك ومثل العبد الأمين ومثل العذارى العشر ومثل الوزنات، وجميعها تختص بيوم القيامة والدينونة العامة. بينما تذكر سائر الأناجيل بضعًا من هذه الأمثال في سياق تاريخي مختلف، أي قبل دخول يسوع للمدينة، وذلك يعود حسب علماء الكتاب المقدس، لكون كتبة الأناجيل لم يهتموا بوضع سجل تاريخي متسلسل ليسوع بقدر ما اهتموا بتبيان جوهر رسالته، ومع وحدة الجوهر فقد تنوعت الأساليب الأدبية للإنجيليين والحلقة المحيطة بهم.
أما عن نشاطه في القدس فتضع الأناجيل الإزائية حادثة تطهير الهيكل في إطارها، بينما يضعها إنجيل يوحنا قبل ذلك خلال بداية نشاط يسوع العلني، وربما قام يسوع بعملتي طرد للباعة الأولى في بداية رسالته العلنية والأخرى قبيل نهايتها، كما يقترح عدد من الباحثين. تنبأ يسوع خلال هذه الفترة بخراب الهيكل، ويعتقد المسيحيون أن النبؤة قد تحققت عندما دمر الرومان الهيكل والمدينة عام 70. وكذلك فقد حصلت ثلاثة نقاشات بينه وبين رجال الدين اليهود خلال تواجده في القدس، الحديث الأول حول السلطة التي يمتلكها،مت 21:23] والحديث الثاني حول دفع الضريبة للقيصر والتي اجترح فيها مقولته الشهيرة: «اعطوا ما لله لله وما لقيصر لقيصر».مت 22:21] والحديث الثالث حول قيامة الموتى، حيث أكد لهم قيامة الموتى أمام جماعة من الصدوقيين الذين أنكروها، موبخًا إياهم: «أنتم في ضلال لأنكم لا تفهمون الكتاب ولا قدرة الله».مت 22:29] وكذلك توجه بحديثه نحو الشعب فوعظه حول أهمية المحبة المنقسمة إلى محبة الله ومحبة الآخر وفيها كمال الشريعة،مر 12:33] وألقى تعليمة حول المرأة التي تبرعت بفلسين للهيكل مقابل تبرعات أثرياء اليهود: «هؤلاء جميعًا قد ألقوا تقدمات من الفائض عنهم، وأما هي فمن حاجتها ألقت كل ما تملكه لمعيشتها.»لو 21:4]
كان يسوع يبيت في بستان الزيتون في المكان الذي يدعى الجثمانية، أو في بيت عنيا القريبة. وخلال تواجده على جبل الزيتون،مت 24:3] ألقى تعليمه حول يوم القيامة أمام تلاميذه فقط مبينًا دوره فيه، والكوارث والضيقات التي ستمرّ قبل موعد ذلك اليوم موصيًا التلاميذ: "فاسهروا إذن، لأنكم لا تعرفون في أية ساعة يرجع ربكم.مت 24:42]

## مواقع خارجية
- دخول المسيح إلى أورشليم كملك - الأنبا تكلا.